# خيري عبد العزيز
خيري عبد العزيز عبد الباري أحمد ويشتهر خيري عبد العزيز (مواليد 6 يناير 1975 في كفر الشيخ) هو كاتب مصري. نشرت أولى رواياته عام 2014 عن دار «إبداع» بعنوان «التوت والزيتون» عن فكرة الخوف كفكرة وجودية أزلية مرتبطة بالإنسان منذ بدء الخليقة.

## تعليمه
حصل على بكالوريوس الحاسبات والتحكم الآلي من جامعة طنطا عام 1999.

## مؤلفاته
- «صيانة الطابعات الليزر» (كتاب علمي)، 2012[6]
- «التوت والزيتون» (رواية)، 2014
- «مملكة الزعفران» (مجموعة قصصية)، 2014[7][8]
- «القرفصاء الأخير» (مجموعة قصصية)، 2014[9]
- «قصص عربية بلا حدود» (مجموعة قصصية مشتركة)، 2014
- «روائع وقمم دورة الأستاذ مسعد عليوة» (كتاب جماعي)، 2014
- «ألوان قوس قزح»، 2016[10][11]
- «القصر» (رواية)، 2017[12]

## جوائز
- المركز الأول، مسابقة صلاح هلال للقصة القصيرة، عن قصة «القرفصاء الأخير»، 2012
- المركز الرابع، مسابقة مختبر السرديات للقصة القصيرة جدا، مكتبة الإسكندرية، عن قصة «بحث»
- المركز الثامن، مسابقة ساقية الصاوي للقصة القصيرة، عن قصة «أيام الحصاد»، 2012
- المركز الأول، مسابقة ساقية الصاوي للأدب «فرع المسرح»، عن مسرحية «شركة التعاسة»، 2013
- مسابقة «كتاب اليوم» للقصة القصيرة، عن قصة «القناص»، 2014
- مسابقة «فريق القلم الحر»، الدورة الثالثة، عن قصة «بائع الأحلام» للنشر في المجموعة القصصية «ورق كريمي»، 2014
- المركز الثالث، مسابقة "ربيع مفتاح الأدبية الثانية، عن قصة "الأرنب يدلي بشهادته"، 2014
- مسابقة «إبداع»، الدورة الثانية «دورة الأستاذ مسعد عليوة»، عن قصة «المهمة»، 2014